# الليمس العربي

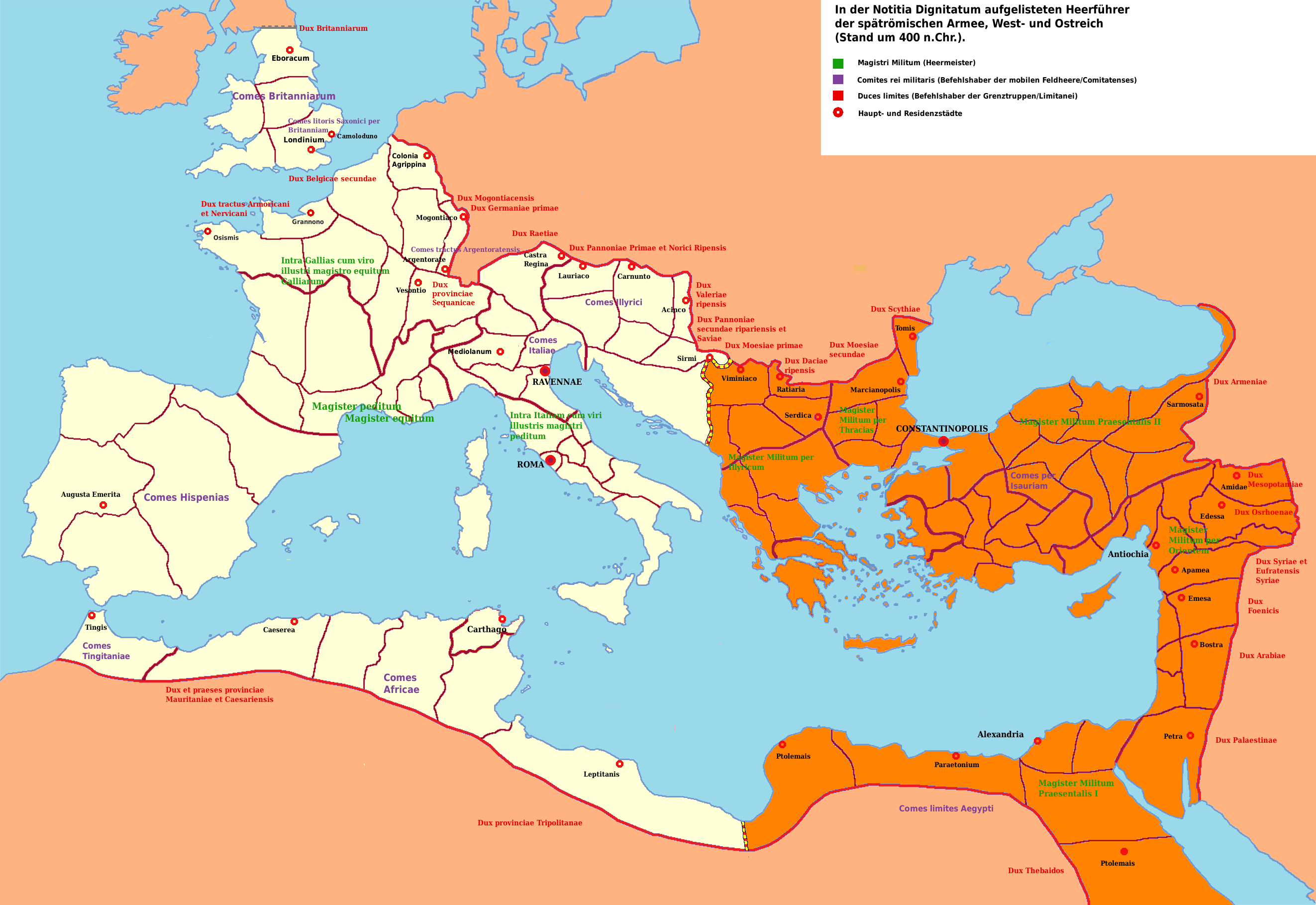
حدود الدولة الرومية

الليمس العربي Limes Arabicus أو الليمس الشرقي Limes Orientalis هو خط الدفاع الطويل ( الليمس ) من حوالي 1500 كم للإمبراطورية الرومانية . سار من شمال سوريا إلى جنوب فلسطين ، حيث حمل أيضًا اسم الليمس الفلسطيني " Limes Palaestiniae" . لم يكن يتكون من تحصينات مستمرة، مثل جدار هادريان ، ولكن من سلسلة متقطعة من منشأت التحصين. اليوم يتواجد في منطقة الدول الحديثة في الأردن وسوريا والعراق .

## الأهمية
بدأ تأسيس طلائع الليمس العربي في أثناء فتح سوريا من قبل الروم في القرن الأول قبل الميلاد. وبدأ توسيع منهجي له في القرن الثاني الميلادي . وقد حدد المقاطعة السورية الرومانية الغنية من الشرق لقرون. غالبًا ما كانت شعوب الصحراء نصف البدوية تقطن شرقا الليمس العربي. في ذلك الوقت، مثل الليمس العربي حدود المنطقة الزراعة المنتجة، وكذلك حدود المنطقة التي كانت مثيرة للاهتمام اقتصاديًا لروما ويمكنها تزويد الجنود. اليوم، يقع الليمس العربي إلى حد كبير في منطقة صحراوية صرفة. إلى الشمال يصل منطقة حدود بلاد ما بين النهرين بين المجالين الرومي والفارسي ( الليمس الشرقي الفعلي). هنا بنيت العديد من الحصون أساسا في أواخر العصور القديمة .

## تاريخ
تميزت بداية الفتوحات الرومية لسورية بحملة قام بها الجنرال بومبيوس عام 64 ق.م.. في العهد القيصري، أصبحت مقاطعة سوريا واحدة من أغنى مقاطعات الإمبراطورية ما حرك الاطماع من جانب البدو، والبارثيين والفرس، ما جعل من الدفاعات أمرًا لازمًا. خاصة في العصور القديمة المتأخرة ، عندما واجه الروم في هذه المنطقة الساسانيين الفارسيين والأحلاف العربية التي تتبع لهم (وخاصة اللخميين ) ، زاد عدد التحصينات وتم تعزيز المنشآت القائمة عدة مرات، خاصة في عهد الإمبراطورين أناستاسيوس الأول وجوستنيان الأول. فقط مع التوسع الإسلامي في قرن السابع فقد الليمس الشرقي معناها.

## مسار
كانت هناك تحصينات من مختلف الأحجام، بما في ذلك معسكرات القيلاق و الكاسترا ومئات من أبراج المراقبة، والتي كانت متصلة ببعضها بطريق ستراتا ديوكليتيانا Strata Diocletiana، الذي بني جزئيا في الفترة الفلافية ، وشبكة من المسارات الثانوية. في الصحراء، كانت هذه الطرق الترابية بعرض 12 مترا. المخيمات الأصغر اقيمت على تلال صغيرة على مسافات فيما بينها تبلغ حوالي 30 ميلًا رومانيًا (ميل واحد يساوي حوالي 1482 مترًا).
بدأ قسم الليمس في قلعة سنجارا Singara في أقصى الشمال (جنوب جبل سنجار في ما يعرف الآن بالعراق). من سورا Sura على الفرات، معسكر الفيلق الذب تواجد في العصور القديمة المتأخرة على نهر الفرات (على بعد 25  كم إلى الغرب من الرقة بالقرب من النهر بالقرب من قرية المنصورة) ، اتبع الليمس العربي مؤقتًا طريق ديوكلتيانوس ستراتا ديوكليتيانا Strata Diocletiana ، التي شملت الحصن الرباعي الصغير Kleinkastell Tetrapyrgium (غرب الطريق من الفرات نحو الرصافة ) ، والرصافة ، وتدمر ومحطات عسكرية أخرى إلى معسكر الفبلق Oriza/Oresa ( الطيبة ). سار الجنوب أيضًا، من بين مناطق أخرى، إلى معسكر فيلق بصرى (في حوران ) بالإضافة إلى قلاع صغيرة أخرى ونقاط المياه وأبراج المراقبة. بعض القلاع الصغيرة في الأردن اليوم كانت قصر الحلابات (50   كم شرق عمان ) ، موبين (15   كم إلى الشمال من اللجون) ، ومعسكرالفيلقي الجنوبي بيتثورس (اللجون، 20   كم شرق كرك ) ، قلعة دانيا Daganiya (حوالي 45   كم شمال معان ) وOdruh .ودروه (22   كم شرق وادي موسى ).
في المنطقة الرومية إلى الغرب من الليمس العربي كانت مدن حلف الديكابولس بمدن معروفة آنذاك مثل جدارا . احتل الروم مدينة دورا يوروبوس على ضفاف نهر الفرات على الأرجح في عام 165م (وفقًا لباحثين آخرين كان ذلك حوالي 200 م ) ؛ نحو 250 م غزا الساسانيين المدينة ودمروها.

## أدبيات
- جيفري جريتريكس، صموئيل ليو (ed. ): الحدود الرومانية الشرقية والحروب الفارسية. المجلد 2: 363-630 ميلادي. مرجعية سردية. روتليدج، لندن وآخرون 2002 ، ردمك 0-415-14687-9 .
- ديفيد كينيدي، ديريك رايلي: حدود روما الصحراوية. من الهواء. Batsford، London 1990، ISBN 0-7134-6262-0 .
- ميكايلا كونراد : الحدود الرومانية المتأخرة في سوريا. التحقيقات الأثرية في التحصينات الحدودية من سورة، Tetrapyrgium ، Cholle و Resafa (= Resafa. المجلد 5). Philipp von Zabern، Mainz 2001، ISBN 3-8053-2600-9 .
- هانز بيتر كونين: حدود الصحراء للإمبراطورية الرومانية. الحدود الرومانية في إسرائيل/فلسطين والأردن . Nünnerich-Asmus، Mainz 2018، ISBN 978-396-176010-7 .

## دليل المواقع
- Antikefan - Limes Arabicus